# Свалявська міська територіальна громада
Свалявська міська громада — територіальна громада в Україні, в Мукачівському районі Закарпатської області. Адміністративний центр — місто Свалява. Територією громади протікають річки Латориця, Свалявка, Дусинка.
Площа громади —  км², населення —  мешканців (2020).
Утворена 12 червня 2020 року шляхом об'єднання Свалявської міської, Дусинської, Стройненської і Тибавської сільських рад Свалявського району.

## Населені пункти
У складі громади 1 місто (Свалява) і 9 сіл:
- с. Драчино
- с. Дусино
- с. Лопушанка
- с. Мала Мартинка
- с. Плав'я
- с. Росош
- с. Стройне
- с. Тибава
- с. Черник